# Aleksandr Kokko
Aleksandr Kokko (ur. 4 czerwca 1987 w Leningradzie) – fiński piłkarz pochodzenia rosyjskiego występujący na pozycji napastnika. Zawodnik klubu Rovaniemen Palloseura.

## Lata młodości
Urodził się w Leningradzie (obecnie Petersburg); w wieku 10 lat wyjechał z rodziną do Finlandii i zamieszkał w Pori. Ma starszą siostrę. Jego matka jest Rosjanką, a ojciec Ingrem.

## Kariera klubowa
Kokko treningi rozpoczął w zespole FC Jazz. W sezonie 2004 został włączony do jego pierwszej drużyny, grającej w pierwszej lidze. Rozegrał tam jedno spotkanie i w trakcie sezonu odszedł do czwartoligowego klubu PoPa, z którym awansował do trzeciej ligi. W 2006 roku przeszedł do drugoligowej drużyny FC Hämeenlinna, a w grudniu 2006 roku podpisał dwuletni kontrakt z FC Honka. W sierpniu 2008 przedłużył o rok umowę z tym klubem. W sezonie 2008 wywalczył z nim wicemistrzostwo Finlandii, a także wraz z Henrim Myntti, z 13 bramkami został królem strzelców ligi. W sezonie 2009 wraz z Honką ponownie został wicemistrzem Finlandii.
W sezonie 2010 Kokko przebywał na wypożyczeniu w drugoligowym PoPa. W marcu 2011 podpisał roczny kontrakt z pierwszoligowym VPS z możliwością przedłużenia o kolejny rok. W kwietniu 2012 odszedł do drugoligowego RoPS. W sezonie 2012 awansował z nim do pierwszej ligi, a w sezonie 2013 zdobył Puchar Finlandii. W styczniu 2013 był testowany przez Polonię Warszawa, podczas których strzelił gola w wygranym 3:1 sparingu z Arką Gdynia, jednakże nie został zawodnikiem stołecznego klubu. W lutym 2015 przebywał na testach w Tomi Tomsk. Z kolei w sezonie 2015 wywalczył wicemistrzostwo Finlandii, a także po raz drugi został królem strzelców ligi (17 goli). W sierpniu 2016 podpisał dwuletni kontrakt z Newcastle Jets. W lipcu 2017 przeszedł do hongkońskiego Eastern FC. W czerwcu 2018 podpisał półtoraroczny kontrakt z RoPS.

## Kariera reprezentacyjna
20 sierpnia 2008 zadebiutował w reprezentacji Finlandii U-21 w meczu ze Szwecją. W 2009 roku wziął z nią udział w Mistrzostwach Europy, zakończonych przez Finlandię na fazie grupowej. W dorosłej kadrze zadebiutował 10 stycznia 2016 w przegranym 0:3 meczu ze Szwecją.